# Timaspis phoenixopodos
Timaspis phoenixopodos är en stekelart som beskrevs av Mayr 1882. Timaspis phoenixopodos ingår i släktet Timaspis och familjen gallsteklar. Inga underarter finns listade i Catalogue of Life.